# Rogier van Lauria
Rogier van Lauria (Lauria/Scalea, ca. 1245 - Valencia, 17 januari 1305) was een Italiaanse admiraal die in dienst was voor het koninkrijk Aragon. Hij staat ook wel bekend onder de namen Ruggero of Ruggiero di Lauria in het Italiaans en Roger de Llúria in het Catalaans.

## Biografie
Rogier van Lauria werd in Lauria of Scalea geboren als de zoon van Richard van Lauria die diende op het hof van het koninkrijk Sicilië. Na de dood van Konradijn zocht hij met zijn gezin toevlucht in Barcelona bij de Ghibellijnse bannelingen. Onder deze bannelingen was Corrado Lancia, die zijn vriend en schoonbroer werd, en nog later zijn politieke tegenstander op Sicilië.
Rogier van Lauria werd door koning Peter III van Aragón geridderd en verkreeg van hem in 1282 het commando over de Aragonese vloot.
Tijdens de oorlog van de Siciliaanse Vespers vocht hij verschillende zeeslagen uit tegen de Angevijnen. Hij wist in totaal in zes slagen te triomferen. Vervolgens vocht hij ook tegen de Fransen in de Aragonese Kruistocht. Na de troonsbestijging van Frederik II van Sicilië verkreeg Rogier van Lauria enkele landerijen op het eiland. Hij kwam in conflict met zijn koning en werd uiteindelijk gevangen genomen en gevangengezet in Palermo.
Hij wist echter te ontsnappen en Sicilië te verlaten waarop al zijn bezittingen werden geconfisqueerd. Rogier van Lauria ging daarop dienen onder Eduard I van Engeland om tegen de Fransen te vechten. Hij keerde echter weer terug naar Sicilië en wist bij de Slag bij Ponza koning Frederik zelf gevangen te nemen. Na de Vrede van Caltabellotta onderwierp hij zich aan koning Frederik en ontving hij een koninklijk pardon. Hij trok zich terug in Cocentaina in het koninkrijk Valencia waar hij in 1305 zou overlijden.